# Blephilia
Blephilia je rod cvjetnica s 4 vrste trajnica iz porodice Lamiaceae. Rod je raširen kroz istočnu Sjevernu Ameriku, od Hudsonovog zaljeva na sjeveru, do Meksičkog zaljeva na jugu . Na svom autohtonom području rod je poznat pod narodnim imenom “biljka–pagoda” (pagoda–plant).
Opisan je 1819. Tipična je Monarda ciliata L., sinonim za Blephilia ciliata.

## Etimologija
Latinsko ime roda dolazi od grčke riječi blepharis što znači trepavica, a odnosi se na brakteje koje su obrubljene dlačicama.

## Vrste
1. Blephilia ciliata (L.) Raf., SAD, Kanada
2. Blephilia hirsuta (Pursh) Benth., SAD, Kanada
3. Blephilia subnuda Simmers & Kral  (Alabama)
4. Blephilia woffordii Floden (Tennessee)